# Velké Petrovice

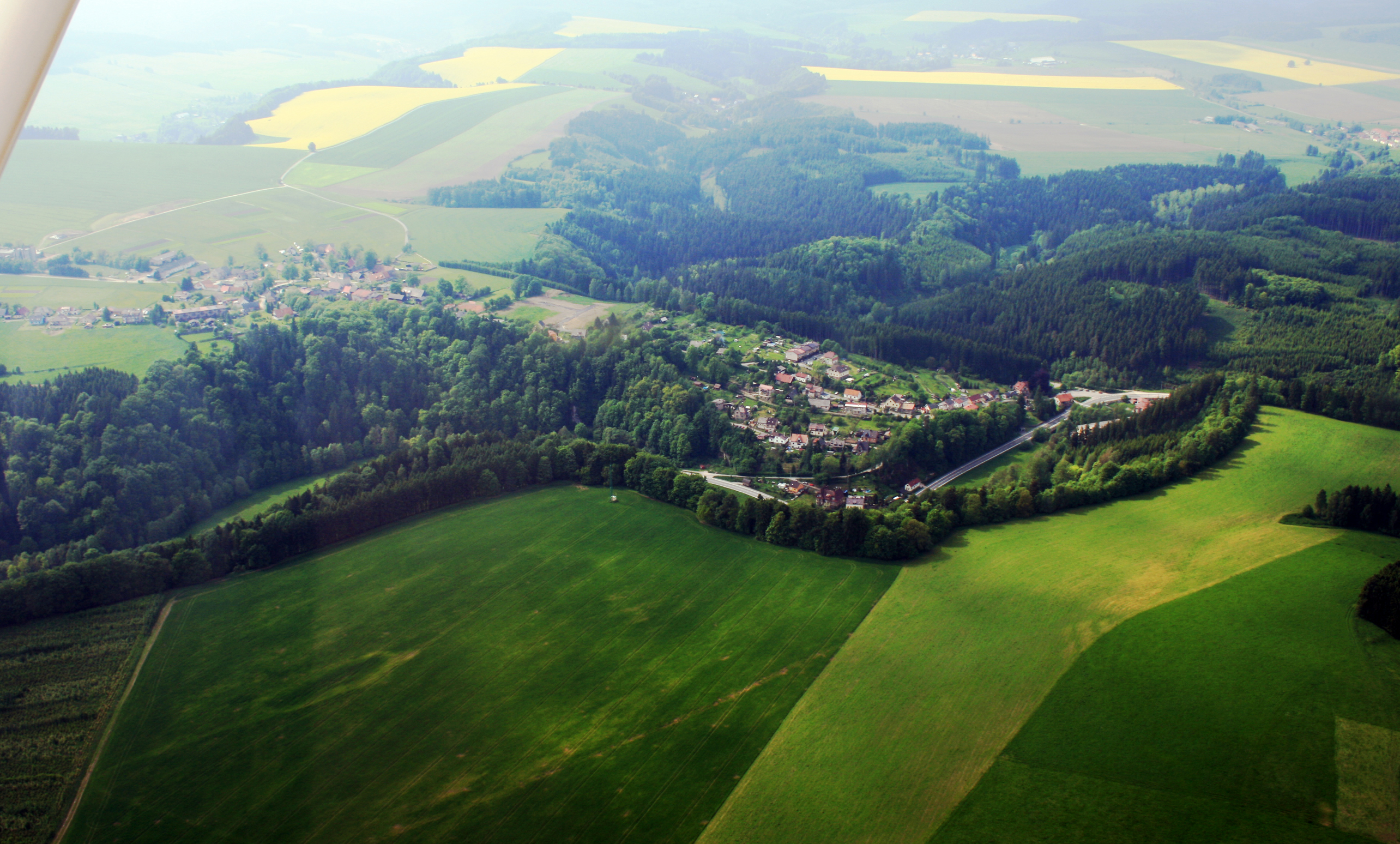
Luftaufnahme von Petrovice

Velké Petrovice (deutsch Groß Petrowitz) ist eine Gemeinde in Tschechien. Sie liegt drei Kilometer südwestlich von Police nad Metují und gehört zum Okres Náchod.

## Geographie
Velké Petrovice befindet sich gegenüber den Einmündungen der Bäche Dunajka und Ledhujka rechtsseitig über dem Tal der Metuje in der Polická vrchovina (Politzer Bergland). Der Ort wird von der Straße II/303 zwischen Police nad Metují und Hronov tangiert. Die Bahnstrecke Choceň–Meziměstí unterquert den Ortsteil Petrovice im Petrovický tunel (Petrowitzer Tunnel), unterhalb des Dorfes an der Metuje liegt der Bahnhof Police nad Metují. Westlich erhebt sich die Končina (543 m n.m.).
Nachbarorte sind Česká Metuje und Žďár nad Metují im Norden, Zděřina, Police nad Metují und Radešov im Nordosten, Bezděkov nad Metují im Osten, Vysoká Srbská im Südosten, Zlíčko, Zálesí und Žabokrky im Süden, Velký Dřevíč im Südwesten, Zada und Horní Dřevíč im Westen sowie Stárkov im Nordwesten.

## Geschichte
Das Dorf Maršov wurde 1255 durch das Kloster Břevnov gegründet. Die Dörfer Petrovice und Petrovičky wurden wahrscheinlich zum Ende des 13. Jahrhunderts durch die Herren von Dubá angelegt und im Jahre 1341 zusammen mit weiteren Ortschaften durch das Benediktinerkloster Police erworben. In der Mitte des 14. Jahrhunderts ließ das Kloster auf dem Sporn zwischen Metuje und Dunajka die Schutzburg Vlčinec anlegen.
Im Jahre 1420 kam es im Tal der Metuje bei Petrovice zu einem Gefecht zwischen einem schlesischen Heer, das auf Seiten des böhmischen Königs Sigismund kämpfte und den Hussiten, bei dem auch die Burg Vlčinec zerstört wurde. Auf Seiten der Hussiten gab es ca. 250 Gefallene.
Maršov war bis ins 17. Jahrhundert in einen Nachoder Anteil (Maršov Náchodský) und einen Altpolitzer Anteil (Maršov Staropolický) geteilt. Alle drei Dörfer blieben bis zur Mitte des 19. Jahrhunderts der Stiftsherrschaft Politz untertänig und lagen im Königgrätzer Kreis.
Nach der Aufhebung der Patrimonialherrschaften schlossen sich Petrovice und Petrovičky 1849 zu einer Gemeinde Petrovice im Gerichtsbezirk Politz zusammen; Maršov bildete einen Ortsteil der Gemeinde Žďár. Ab 1868 gehörten alle drei Dörfer zum Bezirk Braunau. 1891 wurde Maršov zu einer eigenständigen Gemeinde. Zwischen 1939 und 1945 waren die drei Dörfer dem Bezirk Nachod zugeordnet, nach dem Ende des Zweiten Weltkrieges wurden sie wieder Teil des Okres Broumov. Dieser wurde im Zuge der Gebietsreform von 1960 aufgehoben, seitdem gehört die Gemeinde zum Okres Náchod. Am 1. Juli 1960 erfolgte der Zusammenschluss der Gemeinden Petrovice und Maršov nad Metují zur Gemeinde Velké Petrovice. Seit 2007 führt die Gemeinde ein Wappen und Banner.

## Gemeindegliederung
Die Gemeinde Velké Petrovice besteht aus den Ortsteilen Maršov nad Metují (Marschau), Petrovice (Groß Petrowitz) und Petrovičky (Klein Petrowitz). Zu Velké Petrovice gehören außerdem die Ortslage Dědek und die Einschicht Kozínek (Höllenmühle).
Das Gemeindegebiet gliedert sich in die Katastralbezirke Maršov nad Metují und Velké Petrovice.

## Sehenswürdigkeiten
- Reste der Burg Vlčinec, nördlich von Petrovice
- Maršovské údolí, tief eingeschnittene Schlucht der Metuje von 2,8 km Länge
- Petrowitzer Eisenbahntunnel